# Daria Domraceva
Daria Domraceva (n. 3 august 1986, Minsk, RSS Bielorusă, URSS) este o biatlonistă rusă, medaliată olimpică. A participat la 3 ediții ale Jocurilor Olimpice (2010, 2014, 2018) în care a câștigat 4 medalii de aur, două medalii de argint și o medalie de bronz.